# Samsung Galaxy Mini
O Samsung Galaxy Mini (também conhecido como Samsung GT-S5570) , era um smartphone de gama baixa fabricado pela Samsung com Android 2.2.1 Froyo. Foi anunciado em janeiro e lançado em fevereiro de 2011 e está disponível em várias cores: Preto e Verde, e Branco e Cinzento.

## Caraterísticas
- Sistema Operacional: Android 2.3 (Gingerbread)
- Câmera Primária: 3.15 MP
- Resolução: 240 x 320px
- Capacidade: 160 MB, 384 MB RAM
- Cartão de Memória: até 32 GB[1]